# Modrozelene cepljivke
Modrozelene cepljivke ali cianobakterije (znanstveno ime Cyanobacteria), tudi modrozelene alge, modrozelene bakterije, cianofiti (Cyanophyta) pogosto tudi uporabljena okrajšava MZC, je deblo bakterij, ki dobijo svojo energijo s pomočjo fotosinteze. Veljajo za najstarejše fotoavtotrofne organizme. Odgovorne so za pojav kisika v atmosferi in nastanek aerobnih organizmov. Pojavile naj bi se pred 3 milijardami let.
Njihov organizacijski tip je prokariontske alge oziroma aerobne fototrofne bakterije. Imajo pigment klorofila a in druga fotosintetska barvila kot na primer beta-karoten, ksantovile in fikobiline (fikocian in fikoeritrin). Ta barvila večkrat prevladujejo, zato so njihove kolonije, kot tudi okolje v katerem živijo, pogosto obarvane zeleno, modrozeleno, rdeče, vijoličasto ali celo črno. Zanje je značilen pojav kromatična adaptacija (sposobnost spreminjanja razmerja med fotosintetskimi barvili v odvisnosti od svetlobnih razmer v okolju). S tem si zagotovijo visok izplen svetlobe v različnih okoljih. 
Modrozelene cepljivke so enocelične (kokalne, kapsalne) ali večcelične (nitaste ali trihalne). Celice so pogosto povezane v skupnem želatinastem ovoju - galerti. Galertast ovoj je lahko tanek, mehak in brez strukture ali pa čvrst, debel in slojevit. Lahko je debelejši od celice, včasih tudi obarvan. Razmnožujejo se vegetativno s preprosto delitvijo celic - cepitvijo, s fragmentacijo in tvorbo hormogonijev (nekajcelični gibljivi kosci niti). Nespolno se razmnožujejo s tvorbo endospor (beocit), eksospor (brstenje) in trajnih celic (akinet). Spolno razmnoževanje ni poznano, obstaja pa paraseksualnost.
Modrozelene cepljivke naseljujejo zelo različna življenjska okolja. Največ predstavnikov je v sladkih vodah in v prsti. Sicer pa se pojavljajo še v morju, toplih vrelcih, na kamenju, na skorji dreves, v jamah, itd. Z ekološkega vidika so modrozelene cepljivke pomembne kot simbionti z drugimi organizmi (z glivami tvorijo lišaje, praprotnicami, semenkami, enoceličarji, spužvami,...). S fiksacijo dušika pripomorejo k naravnem gnojenju (atmosferski dušik zreducirajo v amonijak, ki je lažje dostopen ostalim organizmom). Rod Spirulina je pomemben za prehrano, predvsem v Afriki. Ob ugodnejših razmerah pride do množičnega namnoževanja bakterij in večjega razkrojevanja organskih hranil. Pojavu pravimo cvetenje vode (cvetenje lahko povzročajo tudi alge). Zaradi anoksije (zmanjšana koncentracija kisika v vodi) in izločanja toksinov pride do pomora drugih živečih osebkov v okolju (rastline in živali, ki živijo v vodi, živali, ki pijejo vodo,...).

## Klasifikacija
Razred Cyanophyceae je edini poznani razred. Modrozelene cepljivke so tradicionalno razdeljene morfološko (oblika in zgradba organizmov) na pet redov, ki jih označujemo s številkami I-V. Prve tri redove Chroococcales (kokalne modrozelene cepljivke), Pleurocapsales in Oscillatoriales (nitaste modrozelene ceplivke) filogenetske študije ne podpirajo. Zadnja dva redova - Nostocales (tudi Hormogonales, modrozelene cepljivke s heterocistami) and Stigonematales - sta monofiletska. 
Člani Chroococales so enoceličarji in se običajno združujejo v kolonije. Klasično taksonomsko merilo je bila morfologija celice in delitev celice. V Pleurocapsales imajo celice imajo sposobnost, da oblikuje notranje trose (endospore). Ostali redovi vključujejo nitaste vrste. V Oscillatoriales, so celice urejene v eni sami vrsti in ne tvorijo specializiranih celic. V Nostocales in Stigonematales imajo celice v določenih pogojih sposobnost razvijanja heterocist (celice z debelejšo celično steno, kjer poteka fiksacija dušika v anaerobnih pogojih). Stigonematales, za razliko od Nostocales, vključuje vrste z resnično razvejani nitkami (trihome).
Večina taksonov je vključena v deblo ali divizijo cianobakterij in še niso bile objavljene v skladu z veljavnim Mednarodnim kodeksom botanične nomenklature. Razen:
- Razredi Chroobacteria, Hormogoneae in Gloeobacteria
- Redovi Chroococcales, Gloeobacterales, Nostocales, Oscillatoriales, Pleurocapsales in Stigonematales
- Družine Prochloraceae in Prochlorotrichaceae
- Rodovi Halospirulina, Planktothricoides, Prochlorococcus, Prochloron, Prochlorothrix.